# Marcello Lara
Marcello Lara, né le 5 octobre 1947 à Mexico, est un joueur mexicain de tennis.

## Carrière
Finaliste en double mixte à Roland-Garros en 1974.
Joueur de Coupe Davis avec l'équipe du Mexique de 1966 à 1980.
Demi-finaliste à Hilversum en 1974 et à Kitzbühel en 1973.
Finaliste dans trois tournois Challenger : Shreveport et Birmingham en 1978 et Nagoya en 1979.

## Palmarès

### Titres en double messieurs
| No | Date       | Nom et lieu du tournoi                               | Catégorie       | Dotation | Surface         | Partenaire           | Finalistes                            | Score         |  |
| -- | ---------- | ---------------------------------------------------- | --------------- | -------- | --------------- | -------------------- | ------------------------------------- | ------------- |  |
| 1  | 15-10-1973 | Tournoi de tennis de Manille Manille                 |                 | NC $     | Dur (ext.)      | Sherwood Stewart     | Jürgen Fassbender Hans-Jürgen Pohmann | 4-6, 7-5, 7-6 |  |
| 2  | 03-02-1975 | Arkansas International Tennis Tournament Little Rock | Grand Prix      | 25 000 $ | Moquette (int.) | Barry Phillips-Moore | Jeff Austin Charles Owens             | 6-4, 6-3      |  |
| 3  | 05-05-1975 | Nice International Championships Nice                | GP World Series | NC $     | Terre (ext.)    | Joaquín Loyo Mayo    | Iván Molina Jairo Velasco             | 7-6, 6-7, 8-6 |  |

### Finales en double messieurs
| No | Date       | Nom et lieu du tournoi                      | Catégorie       | Dotation | Surface      | Vainqueurs                 | Partenaire        | Score         |  |
| -- | ---------- | ------------------------------------------- | --------------- | -------- | ------------ | -------------------------- | ----------------- | ------------- |  |
| 1  | 16-10-1972 | Tournoi de tennis du Japon Tokyo            |                 | NC $     | Dur (ext.)   | Dick Dell Sherwood Stewart | Jeff Simpson      | 6-3, 6-2      |  |
| 2  | 18-11-1974 | Tournoi de tennis de Manille Manille        |                 | NC $     | Dur (ext.)   | Syd Ball Ross Case         | Mike Estep        | 6-3, 7-6, 9-7 |  |
| 3  | 28-07-1975 | Tournoi de tennis de Cincinnati Cincinnati  | GP World Series | 50 000 $ | Dur (ext.)   | Phil Dent Cliff Drysdale   | Joaquín Loyo Mayo | 7-6, 6-4      |  |
| 4  | 28-11-1977 | Indian Open Bombay                          | Grand Prix      | 50 000 $ | Terre (ext.) | Mike Cahill Terry Moor     | Jasjit Singh      | 6-7, 6-4, 6-4 |  |
| 5  | 30-01-1978 | Mexico City WCT Mexico                      | GP World Series | 50 000 $ | Dur (ext.)   | Gene Mayer Sashi Menon     | Raúl Ramírez      | 6-3, 7-6      |  |
| 6  | 07-08-1978 | Tournoi de tennis de Columbus Columbus (OH) |                 | 75 000 $ | Terre (ext.) | Colin Dibley Bob Giltinan  | Eliot Teltscher   | 6-2, 6-3      |  |
| 7  | 21-08-1978 | Atlanta Open Atlanta                        |                 | 50 000 $ | Dur (ext.)   | John Alexander Butch Walts | Mike Cahill       | 3-6, 6-4, 7-6 |  |

### Finale en double mixte
| No | Date       | Nom et lieu du tournoi | Catégorie | Surface      | Vainqueurs                      | Partenaire   | Score    |          |
| -- | ---------- | ---------------------- | --------- | ------------ | ------------------------------- | ------------ | -------- | -------- |
| 1  | 03-06-1974 | Roland-Garros Paris    | G. Chelem | Terre (ext.) | Martina Navrátilová Iván Molina | Rosie Darmon | 6-3, 6-3 | Parcours |